# Kanton Marseille-10
Der Kanton Marseille-10 ist ein französischer Wahlkreis im Département Bouches-du-Rhône in der Region Provence-Alpes-Côte d’Azur. Er hat 78.803 Einwohner (Stand: 2022) und umfasst einen Teilbereich der Gemeinde Marseille. Bei der landesweiten Neuordnung der französischen Kantone wurde er 2015 neu geschaffen.

## Gemeinden
Der Kanton besteht aus einem Teil der Stadt Marseille mit insgesamt 78.803 Einwohnern (Stand: 2022):

## Politik
| Vertreter im Departementrat | Vertreter im Departementrat          | Vertreter im Departementrat |
| Amtszeit                    | Namen                                | Partei                      |
| --------------------------- | ------------------------------------ | --------------------------- |
| 2015–                       | Lionel Royer-Perreaut Martine Vassal | UD                          |